# Ignacio Risso
Ignacio Risso Thomasset (ur. 8 października 1977 w Montevideo) – urugwajski piłkarz pochodzenia włoskiego występujący na pozycji napastnika, trener piłkarski.